# Avenue de la Grande-Armée
L'avenue de la Grande-Armée est une avenue de Paris. Partant de la place de l'Étoile, elle arrive à la porte Maillot à l'intersection de l'avenue de Malakoff, du boulevard Pereire et du boulevard Gouvion-Saint-Cyr. Elle sépare ainsi, sur toute sa longueur, les 16e et 17e arrondissements de la ville.

## Situation et accès
Sa longueur est de 775 mètres et sa largeur de 70 mètres.
En sortant de Paris, du côté droit et des numéros pairs, l'avenue longe le quartier de Ferdinandville et le 17e ; le côté gauche et les numéros impairs font partie du 16e et de l'ancienne commune de Passy. L'avenue de la Grande-Armée est le prolongement des Champs-Élysées au-delà de l'arc de triomphe de l'Étoile.

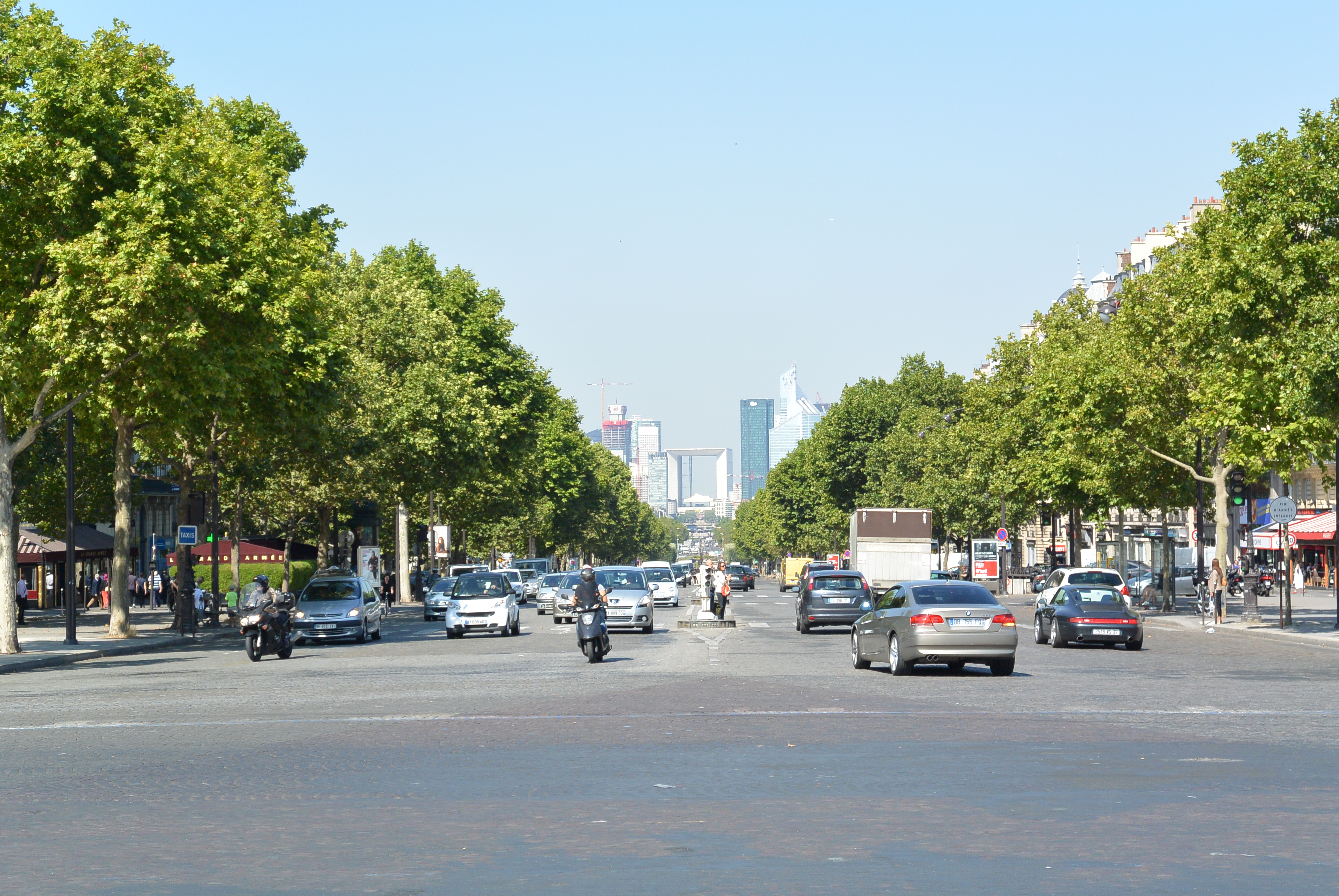
Avenue de la Grande-Armée ; en arrière-plan le quartier de la Défense.

Après la porte Maillot, la ligne droite se prolonge par l'avenue Charles-de-Gaulle (anciennement avenue de Neuilly) puis, traversant la Seine par le pont de Neuilly, la perspective de plus de 15 km se poursuit en direction de la Défense et de la Grande Arche.
Le tunnel de l'Étoile relie directement l'avenue des Champs-Élysées et l'avenue de la Grande-Armée, en passant sous l'Arc de Triomphe.
À mi-chemin entre l'Étoile et la porte Maillot, au niveau du no 36, se trouve la place Yvon-et-Claire-Morandat, du nom de deux résistants donné à ce carrefour en 1987. Sur cette place se trouve l'entrée de la station de métro Argentine et presque en face, de l'autre côté de l'avenue, la rue d'Argentine, toutes deux autrefois appelées « Obligado ».

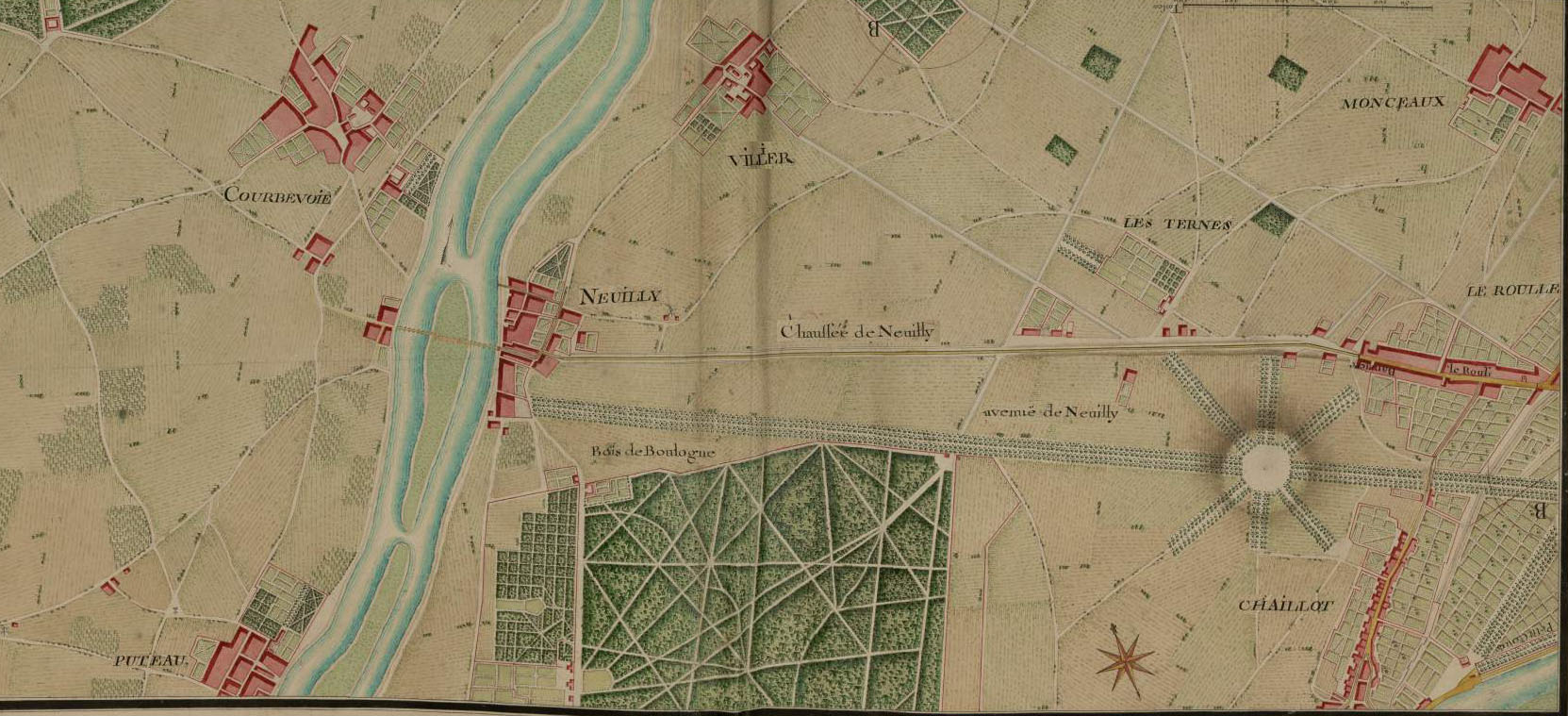
Plan de Trudaine de 1760 de la place de l'Étoile au pont de Neuilly.

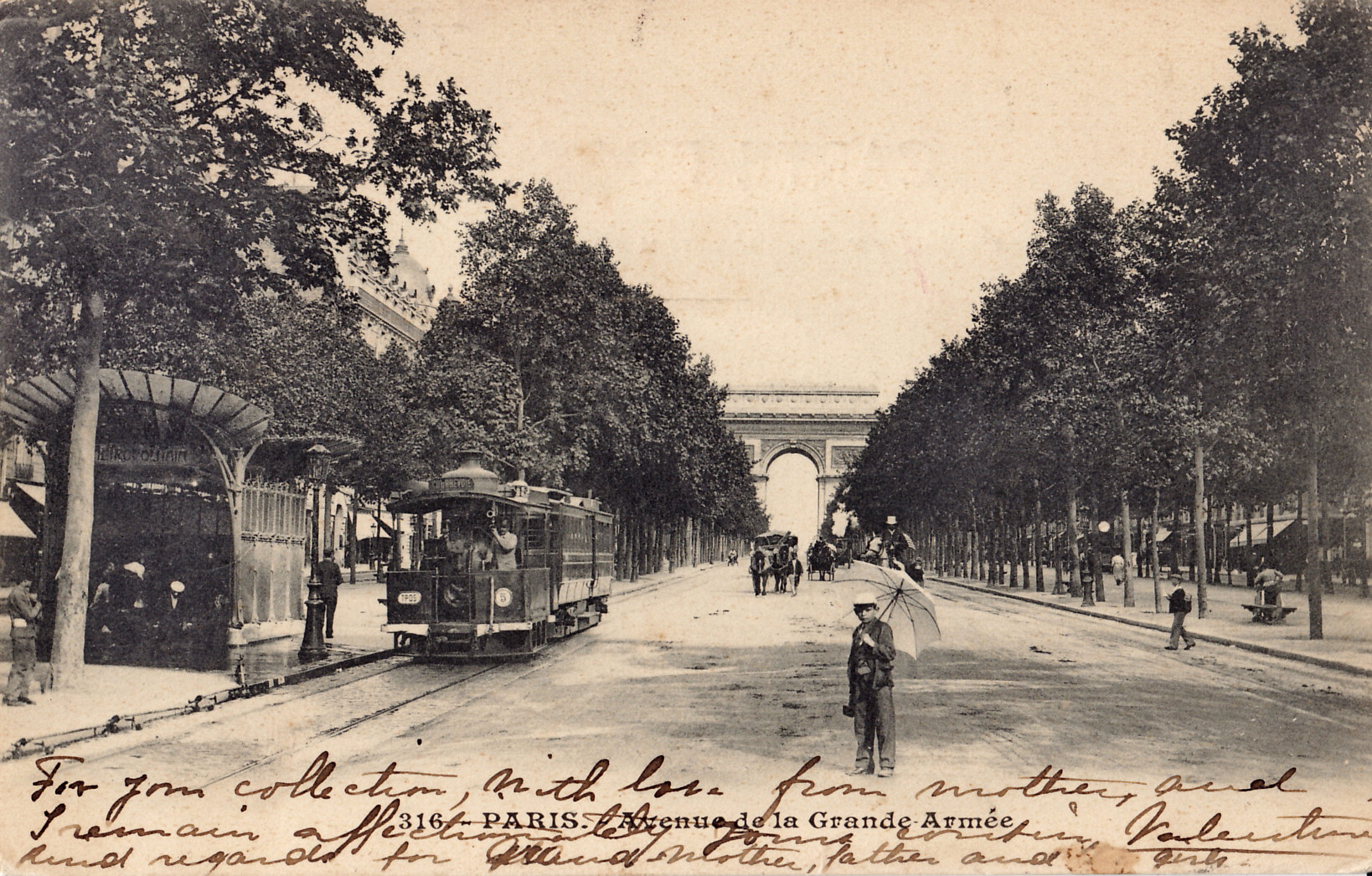
Le milieu de l'avenue, vers 1902, avec une rame du tramway Paris - Saint-Germain et l'édicule Guimard de la station de métro Obligado (devenue la station Argentine).

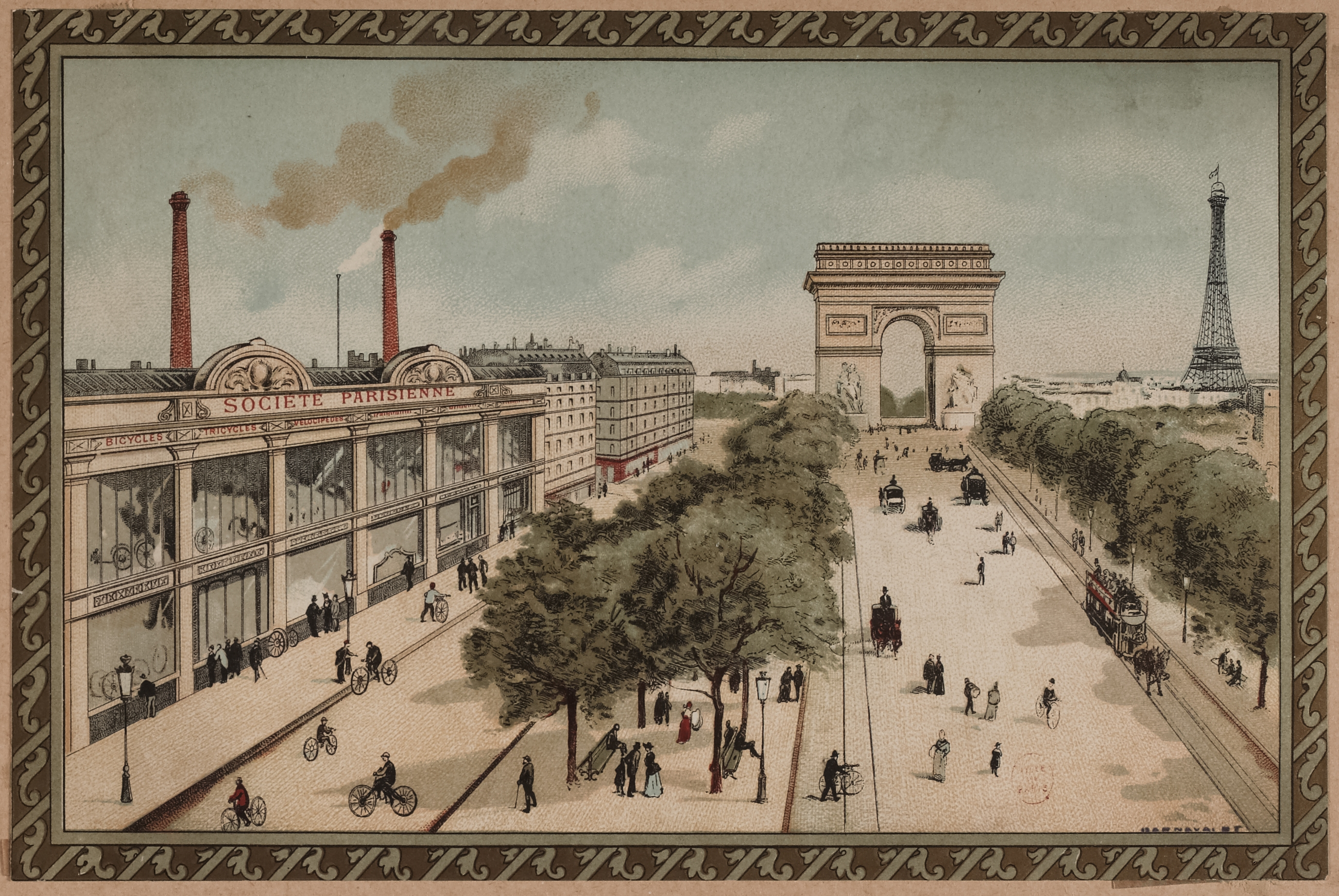
Avenue de la Grande Armée, fabrique de cycles, deuxième moitié du XIXe siècle.

Circulation automobile sous l'Arc de Triomphe vers 1910.

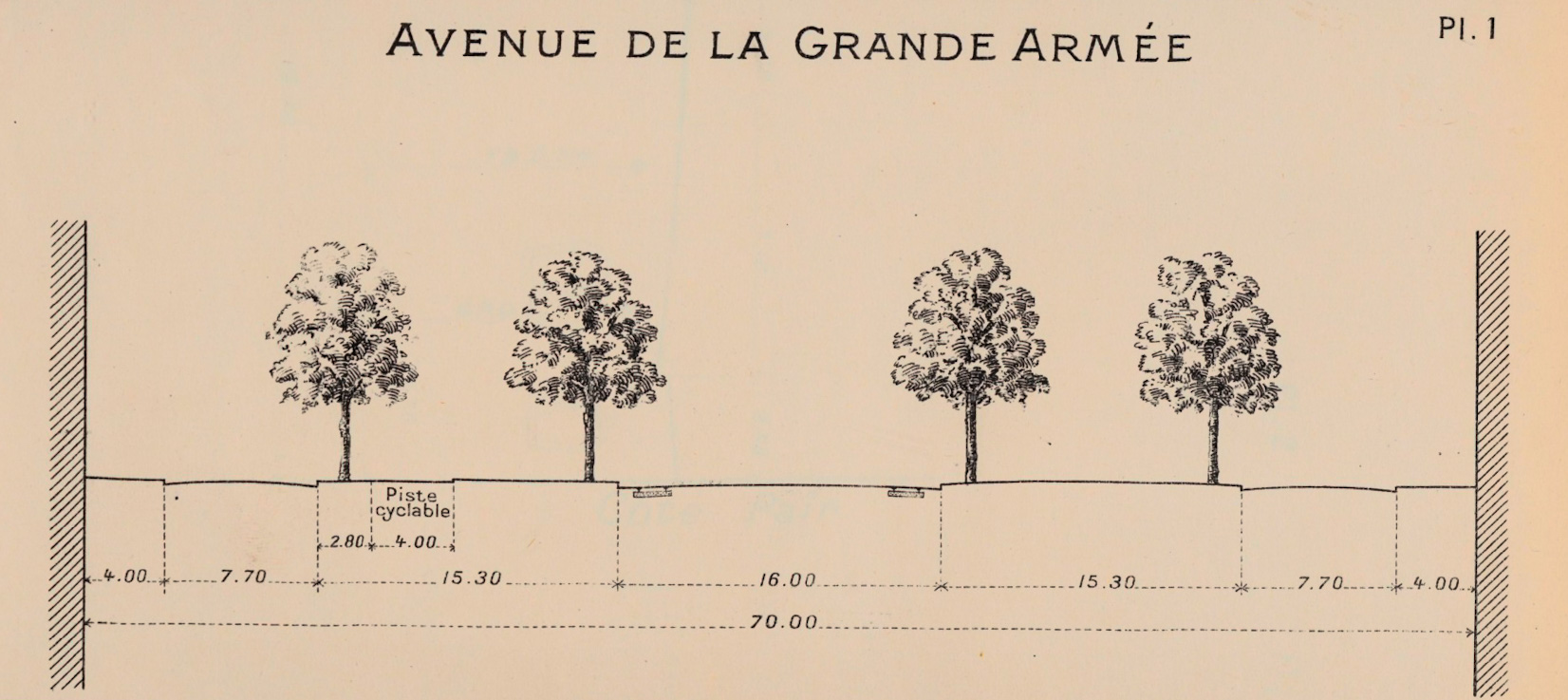
Profil de l'avenue tel qu'en 1930.

## Origine du nom
Elle a été dénommée ainsi par Napoléon III en l'honneur de la Grande Armée, qui a fait toutes les campagnes du Premier Empire.

## Historique
Contrairement à ce que suggère le plan de circulation actuel, l'ancienne route majeure qui conduisait de Paris vers l'ouest était l'avenue des Ternes (alors appelée « chaussée de Neuilly ») qui allait jusqu'au gué de Neuilly. Dès le Moyen Âge et sans doute depuis l'époque gauloise, celle-ci permettait d'aller de Paris vers Saint-Germain, vers Cherbourg et vers Le Havre (c'était la voie des « rouliers » qui a donné son nom au quartier du Roule).
L'avenue de la Grande-Armée est assez récente car elle n'a été créée que sous le règne de Louis XV. En effet, la place de l'Étoile n'était, jusqu'à la fin du XVIIIe siècle, qu'un carrefour de chasse sur une butte de terre située en dehors des limites de Paris, nommée la « butte de Chaillot ». En 1668, Colbert (alors secrétaire d'État à la Maison du Roi) demanda à André Le Nôtre de concevoir une perspective dans la continuité du jardin des Tuileries afin de ménager une grande allée qui semblerait se perdre à l'infini du côté de Neuilly.
Cette large voie plantée d'une double rangée d'ormes allait devenir l'un des axes majeurs menant à la capitale. Il ne restait plus qu'à aplanir la butte de l'Étoile (notre place Charles-de-Gaulle), trop abrupte. Elle le sera en 1762 et 1774, selon les souhaits du marquis de Marigny, directeur général des Bâtiments du roi.
La butte a donc été arasée de plus de 5 m pour avoir une pente accessible aux véhicules et pour créer une longue perspective face au palais des Tuileries. Cette avenue, alors située en pleine campagne et non bâtie, resta longtemps un lieu de promenades attenant au bois de Boulogne. Huit allées rayonnantes furent arborées en 1724, sous la surintendance du duc d'Antin, comme on peut les voir sur le plan de Trudaine établi en 1746. L'avenue de la Grande Armée, dite route de Neuilly ,fut donc ouverte sous Louis XVI avec dès l'origine sa largeur actuelle de 70 m en continuation de la perspective grandiose des Tuileries à l'Étoile.
Il fut même envisagé par l'ingénieur Perronet, dès 1770, d'établir un grand carrefour circulaire sur la butte de Chantecoq (le rond-point de la Défense) avec en son centre un obélisque de 39 m qui permettrait de voir les Tuileries une fois que la butte de l'Étoile serait arasée. Louis XV ne retint pas ce projet.
Dès 1854, Haussmann restructure la place de l'Étoile (Charles-de-Gaulle) avec ses douze avenues qui en rayonnent et dont les principales resteront les Champs-Élysées et la Grande-Armée.
L'avenue s'est appelée successivement : « avenue des Thuilerues » (vers 1670), « avenue de Normandie » (1720),  « route de Neuilly » (1730), « grande route de Neuilly » (1739), « route de Paris à Neuilly » (1787), « route de Saint-Germain » (1820), « route royale de Paris à Cherbourg » (1822), « rue de Seine » (1830), « avenue royale de Neuilly » (sous Louis-Philippe), « avenue de la Porte-Maillot » (1848), « avenue de la République » (1851), « avenue de Neuilly » (1860) puis « avenue de la Grande-Armée » en 1864. Avant d'être rattachée à Paris en 1863, elle constituait une partie de la route nationale no 13 de Paris à Cherbourg. Aujourd'hui, il reste un court tronçon parisien de 100 m qui porte le nom d'« avenue de Neuilly » au-delà de la porte Maillot, sa prolongation dans Neuilly étant désormais nommée l'« avenue Charles-de-Gaulle ».

« Elle participe à la beauté de ces belles allées ou boulevards, qui datent de la même époque, et qui font l'ornement de Versailles. »

Le 30 janvier 1918, durant la Première Guerre mondiale, le no 16 avenue de la Grande-Armée est touché lors d'un raid effectué par des avions allemands.
Le 5 août 1918 un obus lancé par la Grosse Bertha explose au no 26 avenue de la Grande-Armée.
Jusque dans les années 1930, la contre-allée se trouvait entre la rangée d'arbres extérieure et les façades, ménageant deux promenades entre le double alignement, de chaque côté. Une piste cyclable s'y trouvait également.

### Les défilés, honneurs et manifestations
Longue de 775 m, aussi large que les Champs-Élysées, l'avenue fut, jusqu'en 1920 (date à laquelle fut mise en place la tombe du Soldat inconnu), une entrée de Paris majestueuse et triomphale. Les défilés partaient de la porte Maillot et de l'avenue de la Grande-Armée, pour se continuer en passant sous l'arche par les Champs-Élysées.
Déjà Louis XV passa en revue, le 29 novembre 1748, les Gardes françaises échelonnées de la porte Maillot à l'Étoile.
La première pierre de l'Arc de Triomphe fut posée le 15 août 1806. En 1810, les quatre piles ne s'élevaient qu'à environ un mètre au-dessus du sol. À l'occasion de son mariage avec l'archiduchesse Marie-Louise d'Autriche et de l'entrée de celle-ci dans Paris, l'empereur Napoléon Ier fit construire par Jean-François Chalgrin une maquette en vraie grandeur en charpente, stuc et toiles peintes en trompe-l'œil pour simuler les bas-reliefs des piédroits sous laquelle la future impératrice passa solennellement.
Après la défaite française, les empereurs de Russie et d'Autriche et le roi de Prusse y firent défiler leurs troupes en 1814 et 1815.
Sous cet arc passèrent solennellement :
- le 2 décembre 1823, le duc d'Angoulême lorsqu'il rentra victorieux d'Espagne ;
- le 4 juillet 1837, le duc Ferdinand d'Orléans, fils de Louis-Philippe, et la princesse Hélène de Mecklembourg qu'il venait d'épouser ;
- le 15 décembre 1840, les cendres de Napoléon Ier sont ramenées de Sainte-Hélène et, accompagnées de 80 000 hommes de troupe, passèrent sous l'Arc, terminé depuis peu, avec l'aspect d'une revue plutôt que d'un enterrement, avec une foule « qui n'était ni religieuse, ni recueillie, ni touchante[8] ». Il faut imaginer le char impérial, tiré par seize chevaux noirs empanachés de blanc, montant vers l'Étoile venant de la porte Maillot et passant lentement sous le cintre de la voûte de l'arc colossal, tandis que tonne au loin le canon du Mont-Valérien ;
- le 3 août 1842, la dépouille du duc Ferdinand d'Orléans après son accident mortel sur la route de la Révolte ;
- le 1er mars 1871, 30 000 hommes des troupes prussiennes entrent dans Paris en défilant par l'avenue de la Grande-Armée jusqu'à la place de la Concorde. Elles se retirent le 3 mars ;

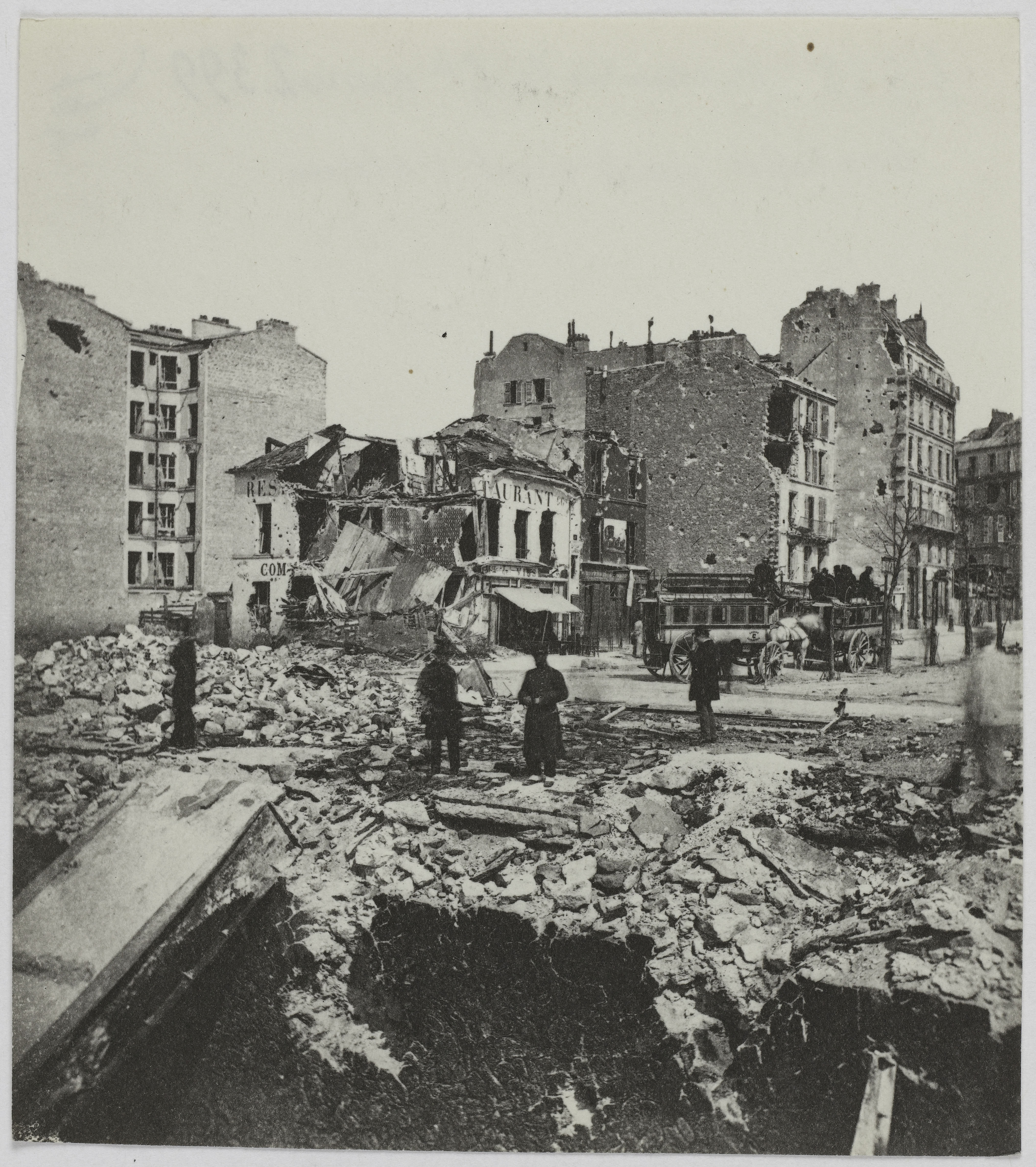
Avenue de la Grande-Armée bombardée par l'armée des Versaillais depuis le mont Valérien, pendant la Commune de Paris,.

- Avenue de la Grande-Armée bombardée par l'armée des Versaillais depuis le mont Valérien, pendant la Commune de Paris, 28 mai 1871.le 12 avril 1871 pendant la Commune de Paris, Napoléon Gaillard (cordonnier, président de la Commission des barricades) et Louis Rossel y défendirent l'une des 18 barricades fortifiées avec des canons. De nombreux dégâts furent infligés depuis les canons du mont Valérien, par les Prussiens d'abord, puis par l'armée des Versaillais. Au printemps 1871, les communards reçurent 78 000 obus en 48 jours, à la porte Maillot et autour du bastion no 51 des fortifications de Paris.

À partir de 1877, un nouveau rite solennel fut créé avec des défilés funèbres pour de grands hommes. Ils honorèrent Thiers (1877), Gambetta (1882), Victor Hugo (1885), Lazare Carnot (1889), Mac-Mahon (1893), Sadi Carnot (1894).
- Le 14 juillet 1919 y vit l'inoubliable défilé de la Victoire, l'avenue de la Grande-Armée fut le point de départ du défilé des troupes victorieuses acclamées par plus d'un million de spectateurs. Un cénotaphe doré à la mémoire des morts, de 30 tonnes, d'une hauteur de 17,5 m pour une largeur de 8 m est réalisé sous la direction du sculpteur Antoine Sartorio, chaque face du monument présente une victoire portant dans le dos des ailes d'avion. Il fut installé initialement sous l'Arc de Triomphe, mais sera déplacé et déposé à l'entrée de l'avenue des Champs-Élysées afin de permettre au défilé de passer sous l'arche et devant le cénotaphe. Précédés par 1 000 grands blessés, puis par les maréchaux Joffre et Foch, toutes les armées alliées défilèrent dans l'ordre alphabétique, l'armée française clôturant le défilé[9].
- Le Soldat inconnu fut inhumé sous l'Arc de Triomphe le 28 janvier 1921 ; la « flamme » a jailli pour la première fois le 11 novembre 1923. À partir de là, les défilés contournèrent l'Arc de Triomphe, ou débutèrent en haut des Champs-Élysées, les cercueils étant déposés sous l'Arc quelques heures avant d'être acheminés vers leur sépulture : le maréchal Foch (1929), le maréchal Joffre (1931), le général Leclerc (1947), le maréchal de Lattre de Tassigny (1952) et le maréchal Lyautey (1961).
- Le dimanche 24 mars 2013, La Manif pour tous organisa sur l'avenue un rassemblement, interdit sur les Champs-Élysées, de 1 400 000 personnes selon les organisateurs, 340 000 selon la police[10].

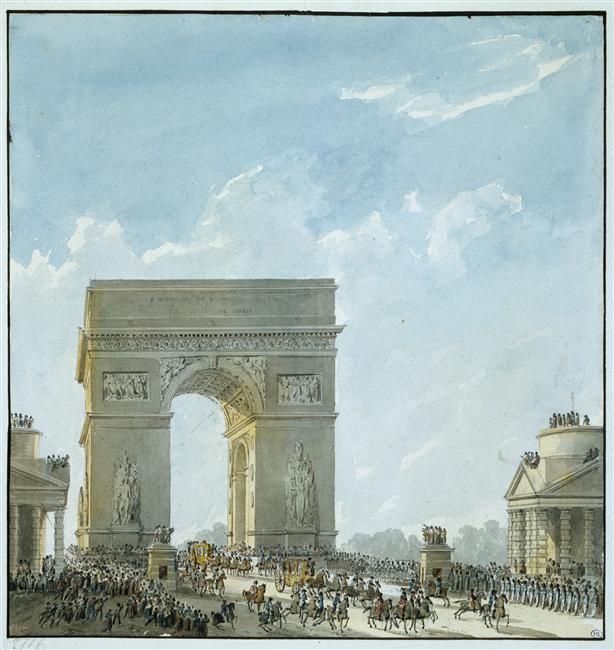
Mariage de Napoléon et Marie-Louise en 1810.
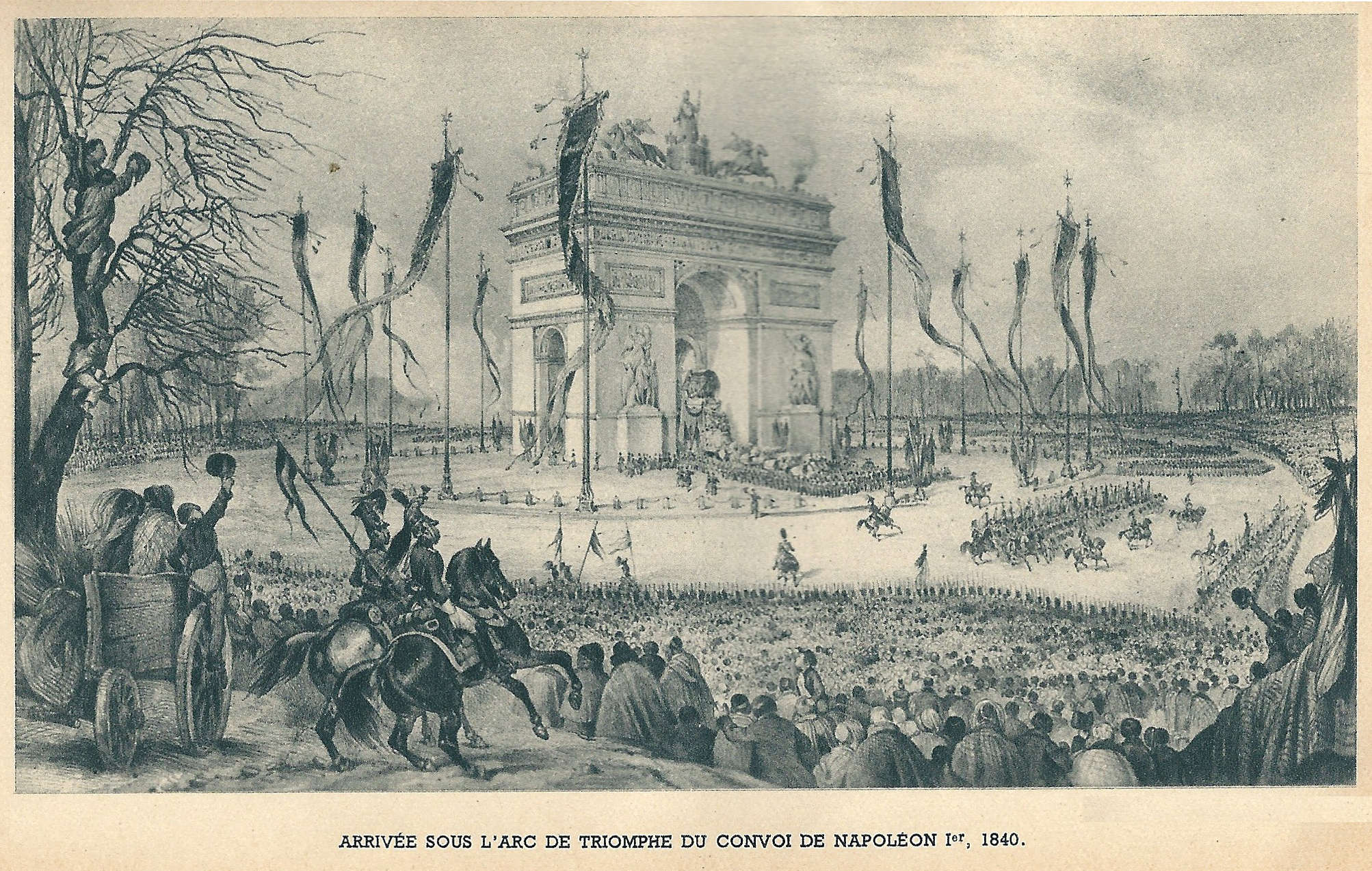
Retour des cendres de Napoléon Ier en 1840.
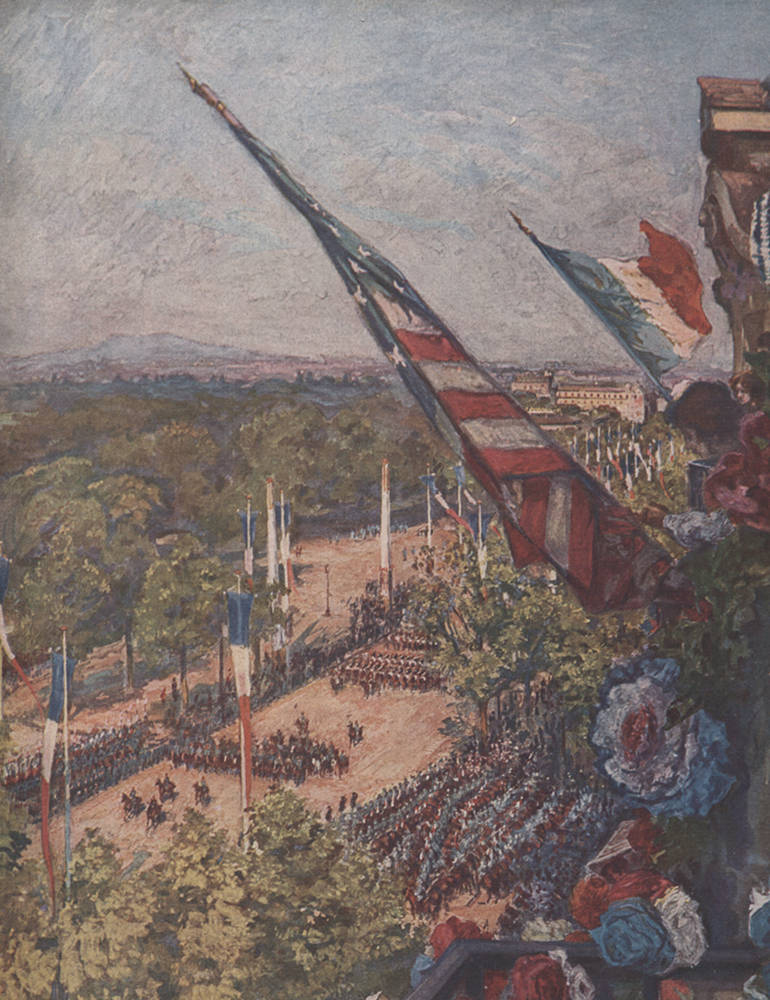
Départ du défilé de la Victoire, le 14 juillet 1919.
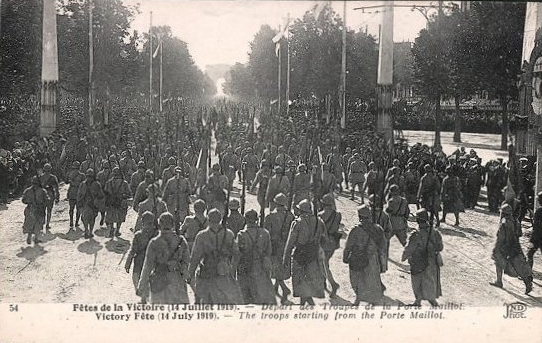
Départ du défilé de la Victoire de la porte Maillot.
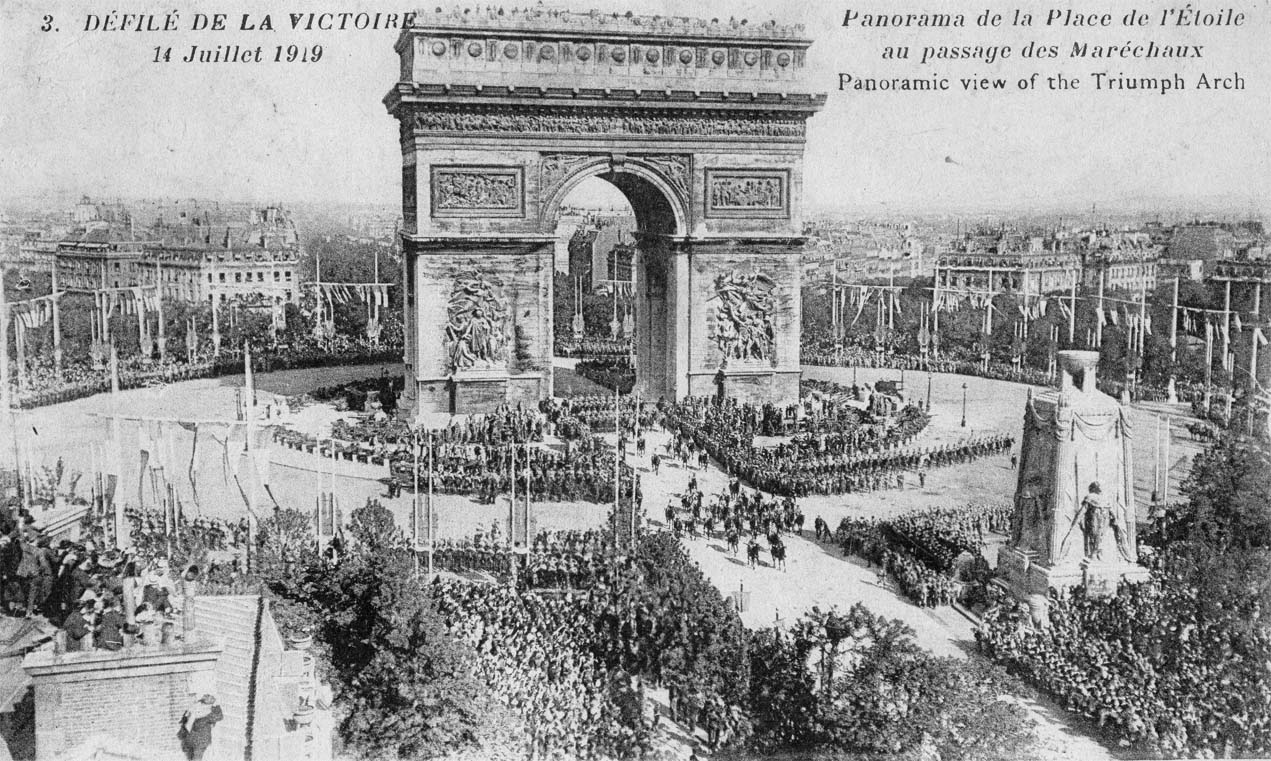
Arrivée du défilé de la Victoire à l'Arc de Triomphe.

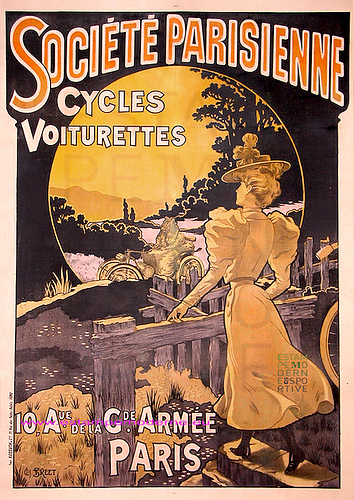
Société parisienne de cycles et voiturettes.

## Lieu de vente parisien des automobiles françaises
Dans tout le quartier et particulièrement avenue de la Grande-Armée, on trouve aujourd'hui encore de nombreuses entreprises liées à l'automobile et aux cycles : l'ancien siège de Peugeot, mais aussi des concessionnaires, des garages, des marchands de motos et de scooters.
Dès la fin du XIXe siècle, des constructeurs et concessionnaires d'automobiles, de vélocipèdes et d'accessoires s'implantèrent sur l'avenue de la Grande-Armée et dans tout le quartier de Ferdinandville attenant (rue Villaret-de-Joyeuse, rue Brunel, rue du Débarcadère, boulevard Pereire, boulevard Gouvion-Saint-Cyr, rue Guersant notamment).
Dans le bottin de l'année 1900, on trouve 34 adresses sous la rubrique « automobile » dans la seule avenue et plus de 50 si l'on compte celles du quartier proche, soit plus de la moitié de l'ensemble des rubriques correspondantes. Des noms connus comme Peugeot, Renault, Dunlop, De Dion Bouton, Panhard-Levassor, Decauville et d'autres disparus comme Darracq, Clément-Bayard, Le Zèbre, la Société parisienne de voiturettes et, pour les pièces détachées, Mestre et Blatgé.
Les premiers salons de l'automobile ont eu lieu tout près, dans la salle Wagram (Montenotte), de 1894 jusqu'à l'Exposition universelle de 1900, après laquelle ils se tiendront au Grand Palais.
Le quartier a honoré et gardé le souvenir de ces pionniers : au centre de la place Saint-Ferdinand trône la statue de Serpolet et dans le square Parodi attenant à la porte Maillot, on trouve une fontaine commémorant l'arrivée du Paris-Bordeaux-Paris de 1895, à la gloire d'Émile Levassor.

## Bâtiments remarquables et lieux de mémoire
- No 4 : emplacement de l'ancien cinéma Le Napoléon, ouvert en 1934, fermé en 1988. Il était spécialisé dans les dessins animés Walt Disney[13].
- No 6 : Roland Garros avait ouvert à cet endroit en 1909 son enseigne Roland Garros automobiles – voiturettes de sport[14].
- No 12 : le photographe français Valentin Vaucamps, né le 21 octobre 1860 à Maubeuge, y établit la société Lumina, spécialisée dans les appareils photographiques et qui exploitait le procédé trichrome qui donnait des photos en couleurs[15].
- No 16 : la pianiste française Marguerite Long y vécut.
- No 22 : en 1947, Paul-Émile Victor établit ici le siège des Expéditions polaires françaises (EPF).

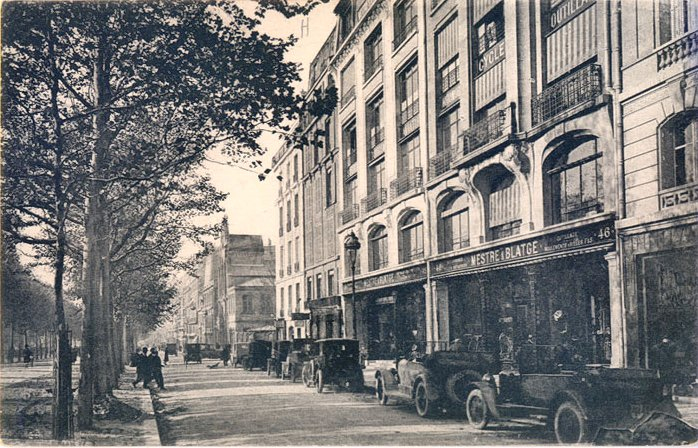
Nos 46-48 : Mestre et Blatgé, vers 1910.

- No 23 : le peintre et graveur mondain Jules-Ferdinand Jacquemart (1837-1880) demeura à cette adresse de 1873 jusqu'à sa mort. Il était le fils de l'historien d'art Albert Jacquemart (1808-1875).
- No 24 : domicile du peintre militaire Édouard Detaille (1848-1912), dont les grandes « machines » historiques ont été fort à la mode. Le sculpteur-statuaire Jean Antonin Carlès (1851-1919), grand Prix de l'Exposition universelle de 1889, habita également cet immeuble, avant d'avoir son atelier au 98, rue des Batignolles. De 1900 à 1907, cette adresse était celle du magasin d'exposition de la Société industrielle des téléphones-voitures automobiles système Ader, firme fondée par Clément Ader, pionnier de l'aviation en France.
- No 26 :
  - la baronne Francis Mary Cloquet (née Corney) vécut ici jusqu'à sa mort en 1889. Elle était la veuve d'un médecin français, le baron Jules Cloquet (1790-1883) ;
  - la peintre Rose Marguerite Guillaume a habité là de 1902 à 1947 ;
  - au début des années 1960, les fans de voitures de sport trouvaient ici la boutique Matra Sports.
- No 27 : magasins Au Petit Matelot, qui existent toujours à cet endroit depuis 1906, au coin de la rue d'Argentine où une plaque rappelle que ces magasins furent fondés en 1790 (sur le quai d'Anjou - île Saint-Louis), d'où ils furent expropriés en 1932[16]. Balzac y fait référence dans son Petit dictionnaire des enseignes en 1826.

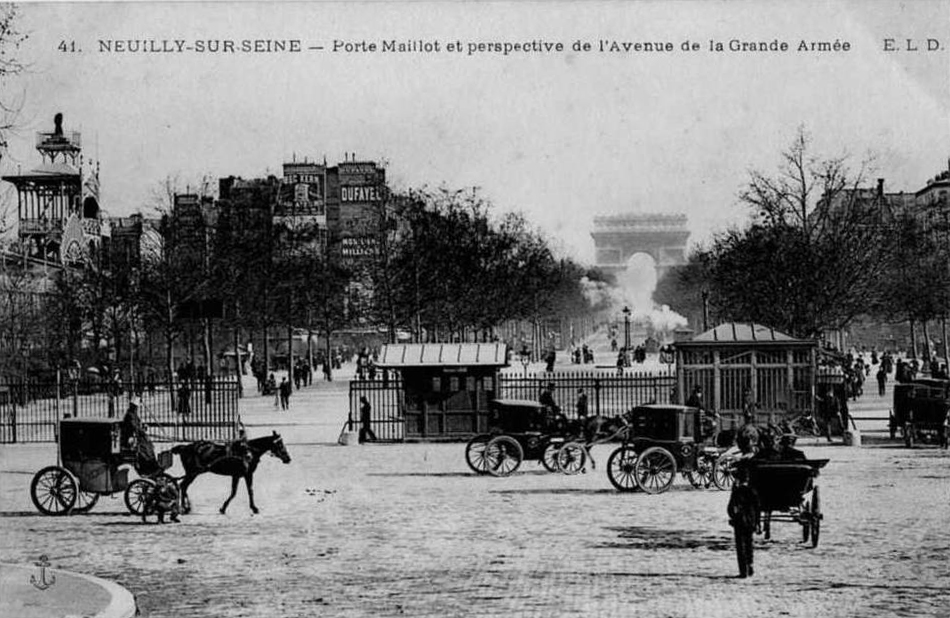
Avenue de la Grande-Armée, vue de la porte de Neuilly.

- No 37 : ici habitait le pasteur Samuel Honyman Anderson (île Maurice, 1845 – Paris, 1923), qui travaillait pour la Mission populaire évangélique à Paris depuis les années 1880. En février 1905, il crée une roulotte ambulante avec ses propres deniers, celle-ci étant dédiée à l'évangélisation des enfants de la Zone et des fortifications de Paris.
- No 42 : ancien cinéma La Boîte à films, ex Studio Obligado. Créé en 1938, démoli en 1987, il programmait surtout des films en espagnol pour les domestiques du quartier.
- No 45 (à l'époque no 41) : ancien site de l'usine Maison Carré, créée par Félix Carré dans les années 1850 pour fabriquer du mobilier de jardin, notamment des sièges en métal, ainsi que des ouvrages plus importants (volières, serres, etc.). Plusieurs fois distinguée lors d'expositions à travers l'Europe, l'entreprise obtient des marchés auprès de la ville de Paris pour le bois de Boulogne et les jardins des Champs-Élysées. Elle profite de l'engouement de la bourgeoisie de l'époque pour les jardins. En 1870, lors de la guerre avec la Prusse, des obus ennemis tombent sur l'usine. L'industriel alsacien Guillaume Lichtenfelder la reprend peu après et diversifie ses activités. Elle fabrique notamment les halles couvertes de Levallois-Perret et en 1881 est choisie pour fabriquer deux galeries en fer et en fonte pour la mairie du 12e arrondissement de Paris. En 1890, l'entreprise est vendue aux enchères et acquise par Émile Wessbecher, un autre fabricant de mobilier de jardin. Alors que le vélo devient à la mode, l'ancienne usine Carré sert de dépôt pour des marques de bicyclettes anglaises[17]. Le site est de nos jours occupé par un immeuble contemporain.
- Nos 46-48 : ancien siège et magasin de vente de la célèbre firme Mestre et Blatgé, fournitures de pièces détachées, de vélocipèdes et d'automobiles, qui attira durant un demi-siècle tous les amateurs, constructeurs, bricoleurs et fanatiques de la « petite reine » et des premiers « quatre roues[11] ». Aujourd'hui siège de Sanofi.
- No 54 : temple protestant de l'Étoile, construit en 1874 en style néo-gothique et membre de l'Église protestante unie de France[18].
- No 62 : Espace Christiane Peugeot.
- No 65 : ex-hôtel de Baye[19], devenu hôtel Branicki, aujourd'hui détruit. Théâtre en 1902 de l'« affaire Humbert », qui impliqua Thérèse et Frédéric Humbert, dont c'était la résidence. Il abrita ensuite le siège social du Touring club de France. Cette société, créée en 1890, s'est en particulier intéressée à l'espéranto (il y avait des cours réguliers dans ses murs), avant de se consacrer à la promotion du tourisme.
- No 74 : ex-cinéma Maillot Palace ouvert en 1916, puis Maillot-Palace-Cinéma de 1922 à 1980 (aussi appelé Cinérama). Il accueille le café-restaurant La Terrasse où, le 12 juillet 1943, a lieu un attentat contre une quarantaine de soldats allemands qui prenaient leur petit déjeuner. Bernard Courtault est condamné puis fusillé à la suite de l'attentat.
- No 75 : ancien siège social de PSA Peugeot Citroën de 1964 à 2017[20], puis siège du Boston Consulting Group à partir de 2023.
- No 78 : ancien Concert de la Porte Maillot, aujourd'hui converti en commerces et appartements.
- No 82 : gare de Neuilly - Porte Maillot, sur l'ancienne ligne de Petite Ceinture.
- No 83 (démoli) : cinéma Royal Maillot (aussi Grand Royal Cinéma, Cinérama), ouvert en 1910 et fermé en 1969[21].
- À l'extrémité nord de l'avenue à la porte Maillot, à l'emplacement actuel du palais des congrès, se trouvait à partir de 1909 le parc d'attractions Luna-Park, qui lui même avait remplacé le Printania music-garden, inauguré en 1904.

## Avenues du même nom
Il existe également une avenue de la Grand-Armée à Ajaccio.

## Alignement solaire
Deux fois par an (aux alentours du 10 mai et du 1er août), le soleil se couche dans l'axe de l'avenue de la Grande-Armée. Pour une personne située sur les Champs-Élysées, le disque solaire est ainsi visible quelques minutes sous l'arche de l'Arc de Triomphe. Le 10 mai 1994, le phénomène s'est accompagné d'une éclipse partielle de soleil, observée par près de 200 000 personnes. À noter qu'en sens opposé, vu de la porte Maillot, le soleil se lève deux fois par an dans l'Arc de Triomphe, aux alentours du 7 février et du 4 novembre.

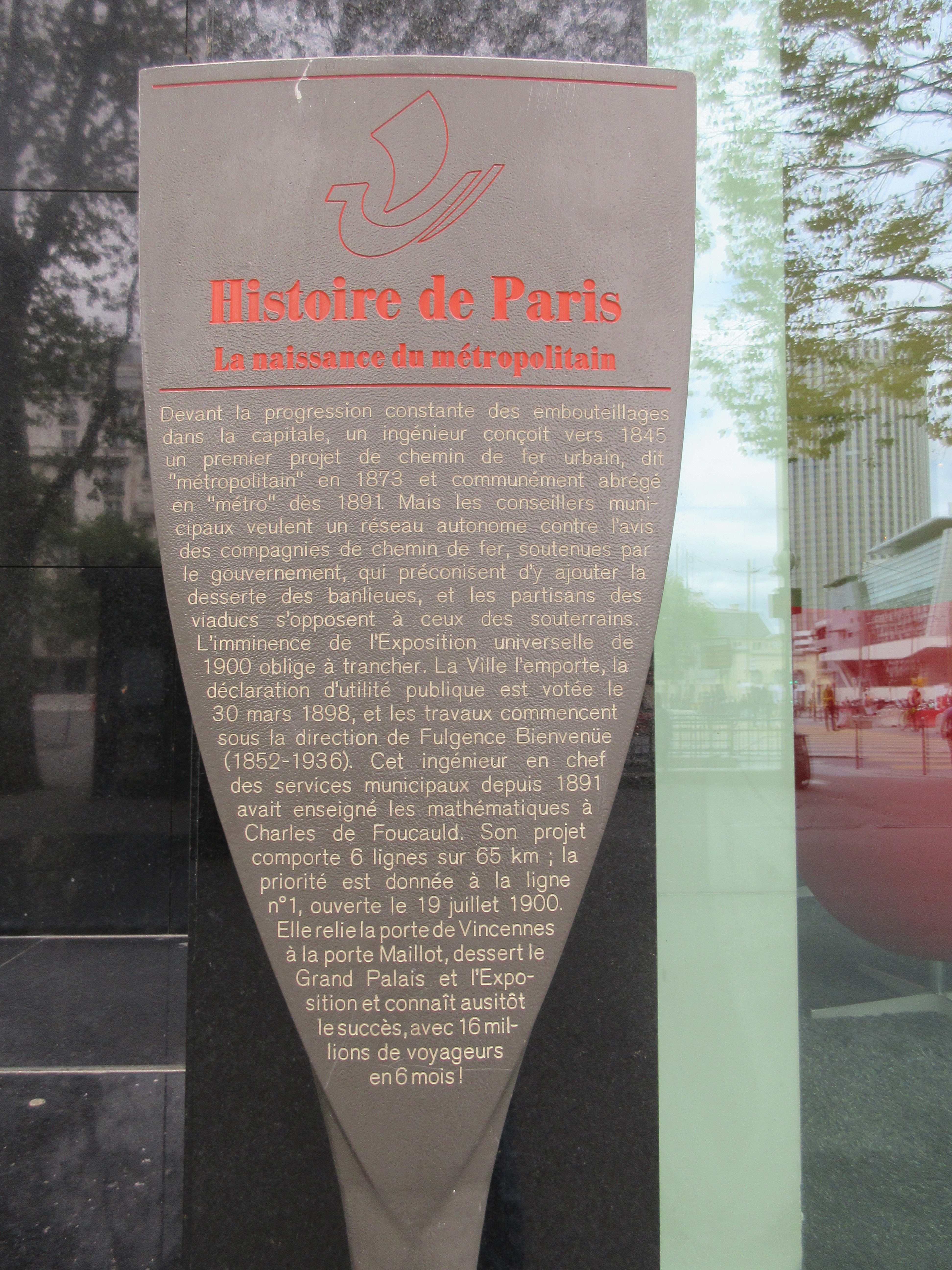
Panneau Histoire de Paris « Naissance du Métropolitain ».
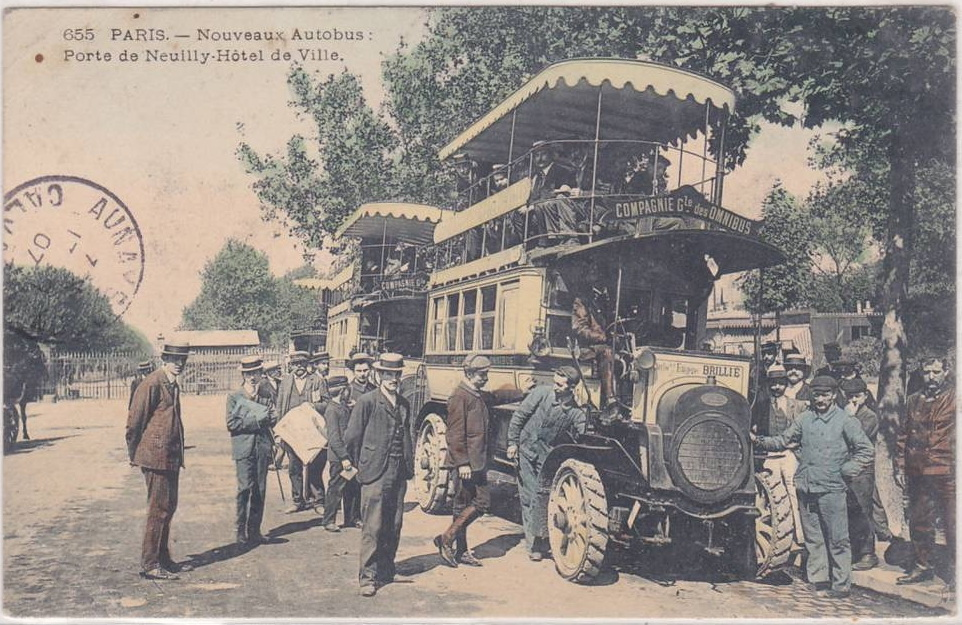
Autobus porte Maillot.
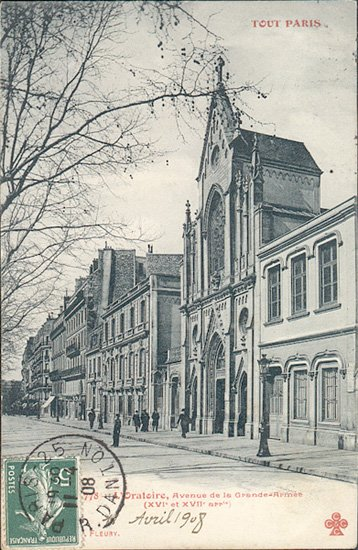
Oratoire protestant.
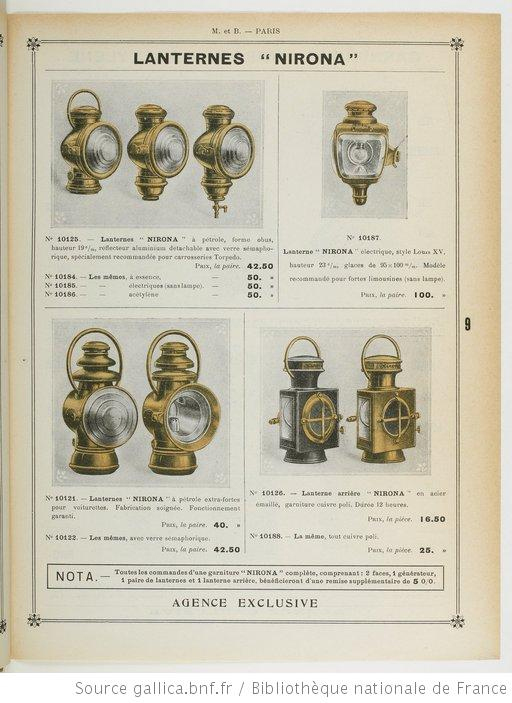
Catalogue Mestre et Blatgé.
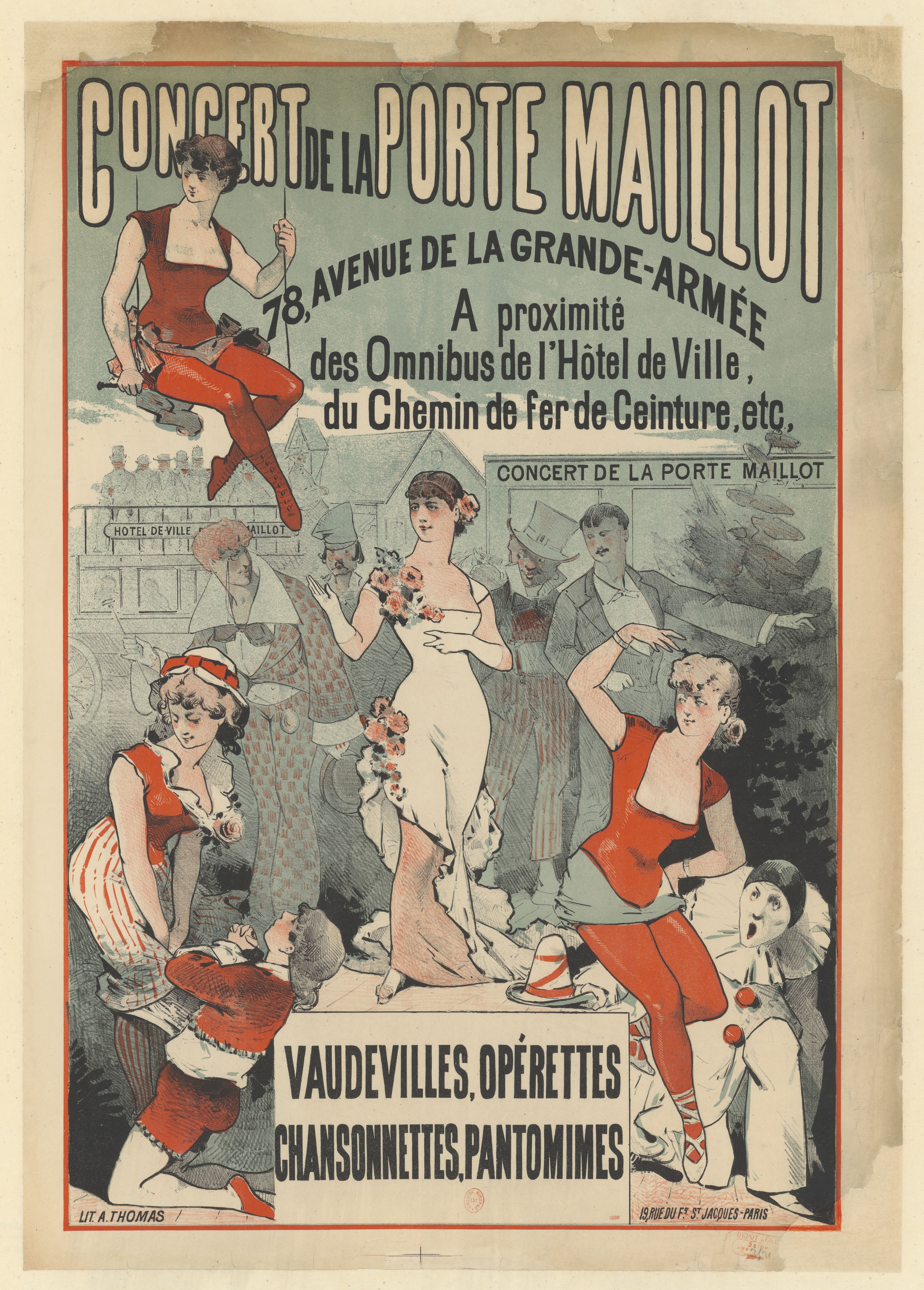
Concert de la porte Maillot.